# Monhystera paludicola
Monhystera paludicola is een rondwormensoort uit de familie van de Monhysteridae. De wetenschappelijke naam van de soort is voor het eerst geldig gepubliceerd in 1881 door de Man.